# Куленга
Ку́ленга — река в Иркутской области России, левый приток Лены.
Средний расход воды — 9,1 м³/с.
Длина — 140 км, площадь водосборного бассейна — 3220 км².

## Происхождение названия
По-эвенкски кулин — «змея», кулинга — «змеиный», также известны урочище Змеиновое, село Змеиново вблизи Куленги.

## География
Протекает преимущественно в северном направлении по территории Эхирит-Булагатского, Баяндаевского и Качугского районов. Берёт начало с Берёзового хребта, к западу от деревни Шертой, на высоте более 911 метров над уровнем моря. Впадает в Лену в 3922 км от её устья, на высоте 483 м над уровнем моря, напротив села Верхоленск.
Ширина реки в нижнем течении — 17—55 м, глубина — 0,5 — 0,8 м. Дно реки каменистое, скорость течения — 0,8 м/с. Основные притоки — Тальма, Иней, Идычёр.
У д. Гогон в месте Кундулун/Кундулум глубина достигает 3 — 5 м, место, где река проломила свод гравитационной пещеры, заполнив полость, поэтому купание у левого берега до 2009 года было не безопасным, был риск затягивания под полость, после активной вырубки лесов, правый берег быстро деградировал и завалил часть свода пещеры, ниже по течению, в 20-25 метрах от моста, имеется выход вод нижнего горизонта, названные в народе «Плачущие скалы», который в период больших дождей образует многочисленные красивейшие водопады. Рядом, у д. Житово находится стоянка древнего человека Студёный камень, названный так из-за вечной мерзлоты. Ниже по течению, за д. Обхой, рядом с системой озёр, состоящей из озёр Хубий-Нур, Холбо-Нур, Белое, Малановское, имеющих обобщённое название Бутуй, имеются провалы до 6-12 метров с выходом холодных ручьёв температурой 2-4 градуса, которые опасны для пловцов, ввиду перемены мест появления из-за постоянной сейсмичности местности, обусловленной оползнем у д. Шеметово.

## Гидрология
| Средний расход воды (м³/с) реки Куленги по месяцам с 1958 по 1990 гг. (замеры производились на гидрологическом посту в районе с. Белоусово, в 12 км от устья) |

## Населённые пункты
По берегам реки расположены населённые пункты Шертой, Магдан, Ихинагуй, Гогон, Житова, Обхой, Шеметова, Белоусово, Усть-Тальма, Хобанова, Хабардина, Большедворова, Алексеевка, Челпанова и Толмачёва (от истока к устью).
В старину по левому берегу Куленги проходила часть Якутского тракта из Иркутска на Верхоленск, но большого торгового значения не имела.

## Достопримечательности
В долине реки известно несколько пещер в выходах плотного красноцветного песчаника, наибольший интерес из них представляет пещера-трещина на правом берегу Куленги, примерно в 30 км от устья. У местных жителей она называется «Студёный камень». Имеет несколько залов, использовалась в качестве сезонного приюта охотниками железного века. Пещера является памятником природы регионального значения.

## Данные водного реестра
- Бассейновый округ — Ленский
- Речной бассейн — Лена
- Водохозяйственный участок — Лена от истока до города Усть-Кут[5]